# 18679 Heatherenae
18679 Heatherenae è un asteroide della fascia principale. Scoperto nel 1998, presenta un'orbita caratterizzata da un semiasse maggiore pari a 2,2666530 UA e da un'eccentricità di 0,0902322, inclinata di 5,12173° rispetto all'eclittica.